# 愚渓寺
愚渓寺（ぐけいじ）は、岐阜県可児郡御嵩町にある臨済宗妙心寺派の寺院。山号は大智山。石庭は竜安寺の石庭の原型となったといわれる。

## 歴史
応永3年（1396年）、妙心寺五世の義天玄承によって現在地より600m西の鈴ヶ洞に創建され、愚渓庵と称した。
義天玄承は尾張犬山の瑞泉寺で日峰宗舜(後の妙心寺四世)に師事修行し、
応永35年(1428年)、印加状を受け、故郷の土佐へ帰ったが、暫くして美濃へ来て寺を創建し、十八年間に亘って看院し、後に妻木氏に迎えられ崇禅寺の六世となり、請われて妙心寺の八世となり、さらに大徳寺の三十九世となった。
永享4年(1432年)、義天玄承は師の日峰宋舜が、瑞泉寺から京都の妙心寺へ再興のために上ることになったため瑞泉寺の看坊職を勤めることとなり、七年を経て永享11年(1439年)に愚渓庵に戻った。同年3月16日に、大垣内右衛門浄珍・藤木道藤・今井左近宗源が愚渓庵の背後の山を寄進している。
その三年後の嘉吉元年(1441年)までは、義天玄承が愚渓庵に居たことが確認できる。
文安5年(1448年)4月27日、義天玄承は押小路康盛から愚渓庵の西正面の財塚(宝塚)の寄進を受け、文安6年(1449年)3月27日には、鷲巣教康から高尾峯と放岡の寄進を受けた。
高尾峯とは当時の愚渓庵から見て南の峰、現在の愚渓寺から見て北東方向の峰のことであり、放岡とは、それから西に続く山のことで現在は墓地がある。
同日付で、当時の美濃守護代の斎藤利永が寄進状を書き、4月3日に管領の細川勝元が、これを承認する旨の施行状を出している。
これらの土地を寄進したことを明らかにする絵図が愚渓寺に伝えられており、絵図の裏側には斎藤利永の裏証判が押されている。
その後、細川勝元は義天玄承から帰依を受けて檀家となり、宝徳2年(1450年)、石庭で有名な龍安寺を開基し、義天玄承が開山している。
寛正3年(1462年)に義天玄承が示寂し、茂林宗栄が愚渓庵の二世となった。
茂林宗栄は、延徳元年(1489年)3月25日に示寂するまでの27年の間に、大徳寺にも出世した。
永正3年（1506年）、三世の明叔慶浚の代に美濃守護職の土岐政房から愚渓寺という寺号を与えられたことを示す書状が愚渓寺に残されている。
「当庵事、以庵号被成寺号候者　可然候也、近年衆僧数多在寺之由候、日出候、彌勤行・修造等無懈怠　毎年寺家可然様候者、珍重候、委細斎藤弾正忠
可申候　恐々謹言　三月廿日　政房(花押) 愚渓庵」
斎藤弾正忠とは、土岐政房の重臣の斎藤利綱のことである。
永禄8年(1565年)、兼山の金山城に森長可が入城し、愚渓寺は森氏の所領となった。
元亀元年(1570年)、愚渓寺四世の三芝等惟は、可児市広見柿田の正興寺を再興した。
元亀3年(1572年)7月4日、武田信玄の重臣の秋山虎繁の軍勢が可児郡に押し寄せ願興寺に放火したため全焼した。
この時に、三芝等惟は衆徒をニ～三十人引き連れて願興寺に赴き、本尊や諸尊、創建以来の古文書を運び出した。
その中で大力の僧は、四天王の尊像を一人で担ぎ出し、愚渓寺の西の山に運び草庵を造って安置したが、その址は愚渓寺山にあって薬師堂と呼ばれている。
当時の愚渓寺は、山の裏にあったため、武田勢に気づかれることなく難を免れて願興寺へ赴くことができたと考えられる。
天正12年(1584年)4月、森忠政は、小牧・長久手の戦いに際して同年9月に愚渓寺に七ヶ条の禁制状を与えている。
慶長6年(1601年)、大久保長安が愚渓寺に禁制を出し、慶長7年(1602年)11月には、仙石政長が禁制を出している。
鈴ヶ洞にあった当時の古図によると、塔頭として徳隣軒・雲松軒・涼霄軒・梅仙庵・寶塚庵が境内にあって繁栄していた。このことは美濃守護代の斎藤利永からの寺領の寄進状や、大久保長安からの寺領安堵状からも分かる。
鈴ヶ洞は湿地で日照も悪く、時々山崩れもあったので数代に亘って蓄財していたが、千両に達したので移転することとなった。
現在地への移転は天保10年(1839年)から嘉永2年(1849年)まで10ヶ年を要した。

## 境内

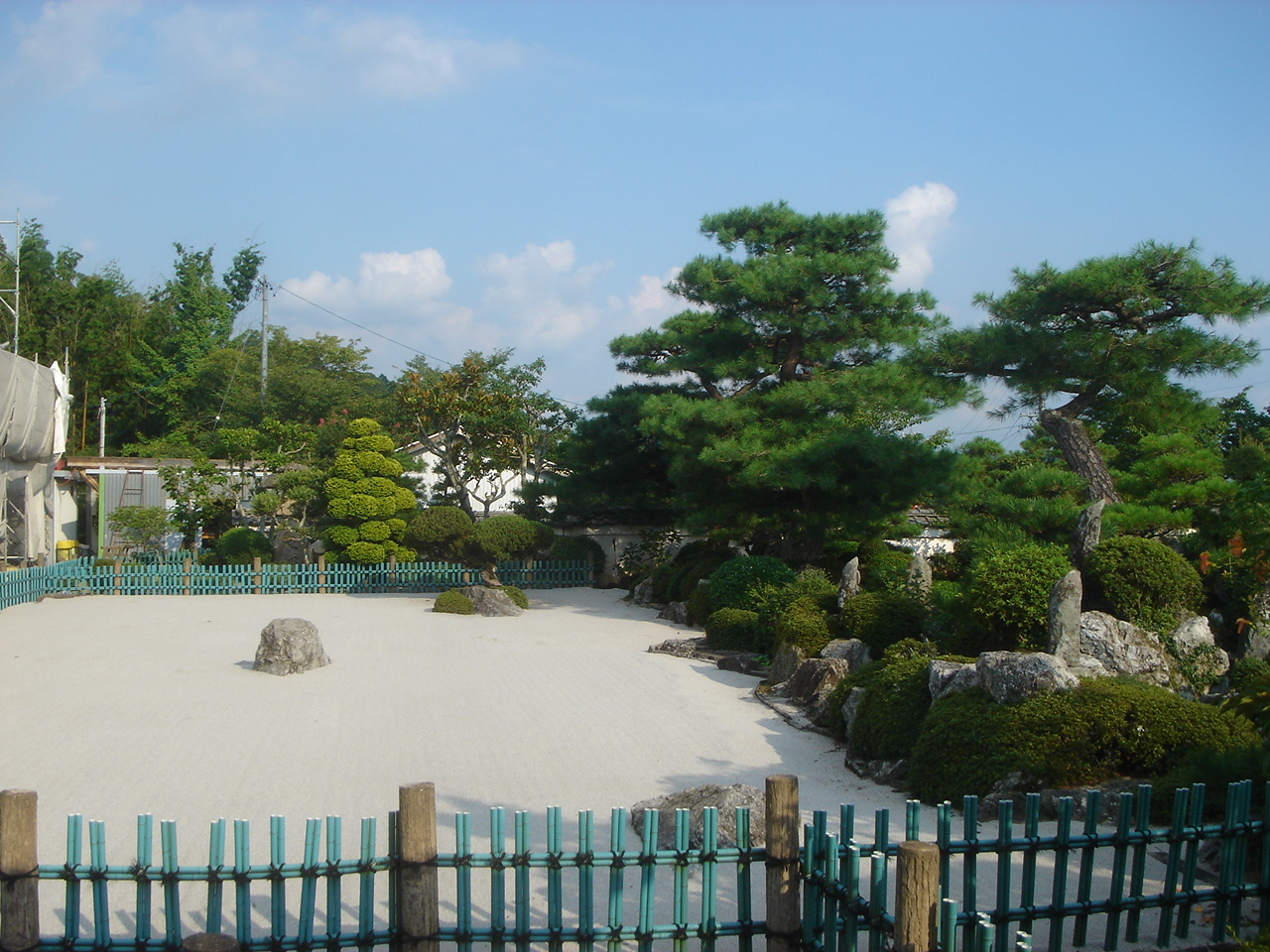
臥龍石庭

本堂前の庭園は、竜安寺の庭園の原形になったとも云われる石庭も忠実に再現された。東西に約40m、南北に約32mの1,300㎡の平地に義天玄承が名付けた臥龍石を中心としている。臥龍石は鈴ヶ洞の旧寺にもあったが動かすと祟りがあると言われていたため、似た石を臥龍石として配置した。
庫裡の西には多宝塔（池田町屋村の棟梁：野村作十郎）があり、俗に二重塔と呼ばれている経蔵であるが、
万延元年(1860年)に、鈴ヶ洞から現在地に愚渓寺が移転したことを記念して創建されたものである。
書院近くには、茶室の栽松軒がある。
明治13年(1880年)に明治天皇が、中山道御巡幸の際に多治見の西浦家に宿泊された時に御使用になられた茶室を、二十四世の太源清道が買い入れて移築し、師の号である栽松を取り入れたものである。
平成19年（2007年）に、本堂、位牌堂の新築工事を行った。

## 寺宝
愚渓寺古文書(4巻)は岐阜県の重要文化財となっており、二重塔（多宝塔）の他、明叔慶浚の頂相、足利義政の御教書、覚書（1巻）、斎藤利永の寄進状（1巻）、土岐政房の禁制（1巻）、森忠政の禁制(1巻)、大久保長安の禁制(1巻)が御嵩町の指定文化財に、宝塚古墳が県の史跡に指定されている。

## 交通
- 名鉄広見線 御嵩駅から徒歩で約10分。